# Megastigmus herndoni
Megastigmus herndoni is een vliesvleugelig insect uit de familie Torymidae. De wetenschappelijke naam is voor het eerst geldig gepubliceerd in 1935 door Girault.